# 펠릭스 칸델라

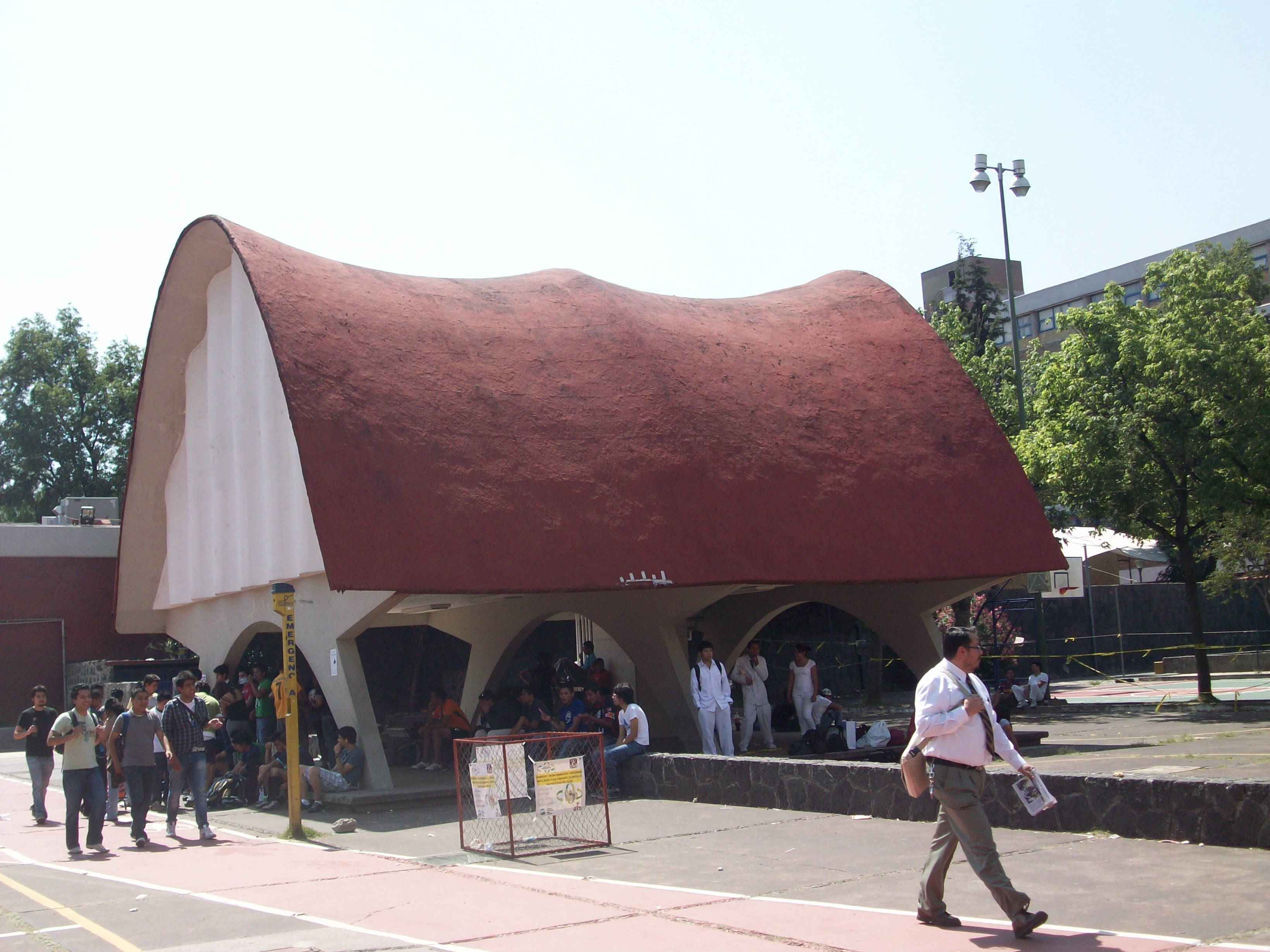

펠릭스 칸델라(Félix Candela, 1910년 1월 27일 ~ 1997년 12월 7일)는 스페인, 멕시코의 건축학자이다.
마드리드에서 탄생하였다. 마드리드 시내의 대학에서서 건축을 배웠다. 트로하에 세운 <프론튼 레코레토스>를 건설하던 중에, 볼 기회를 얻음으로써 그는 셸 구조에 대하여 흥미를 가졌다. 1939년 멕시코에 귀화하고 뒤에 12년간 건설업자로서 생계를 이었으나 나중에 셸의 사용을 논문과 강연으로 제창하기 시작하였다. 그리고 대학도시 건설에 그는 최초의 쌍곡포물면(雙曲抛物面)의 셸을 만들 기회를 얻을 수 있었다. 이것은 그가 새로운 건물을 세울 적마다 길러나간 직감(直感)에 의하여 만들어진 것이다. 이 셸은 강구조(剛構造)의 지붕보다도 훨씬 경제성이 있었다. 1954년 멕시코시티에 <기적의 성처녀 교회>를 세워서 두각을 드러내었다. 이 건물은 가우디의 영향을 받고는 있으나 구조적으로는 독자적인 것이었다. 1961년 런던 구조기술가협회의 금메달을, 또한 UIA의 오규스트 베레상(賞)을 받았다.